# Alojzy Rafał Estreicher
Alojzy Rafał Estreicher (ur. 21 czerwca 1786 w Krakowie, zm. 1 sierpnia 1852 w Krakowie) – polski botanik i entomolog, profesor i rektor Uniwersytetu Jagiellońskiego oraz prezes Towarzystwa Naukowego Krakowskiego.

## Życiorys
Był synem malarza Dominika Oesterreichera, malarza i wykładowcy UJ, oraz Rozalii z Prakeschów. W 1802 rozpoczął studia w Szkole Głównej Krakowskiej, uwieńczone magisterium z chirurgii i położnictwa (1805), stopniem doktora medycyny (1807) oraz doktoratem filozofii (1811). Pracował jako adiunkt w katedrze weterynarii, a od 1809 w katedrze botaniki i zoologii. Był opiekunem gabinetu zoologicznego i Ogrodu Botanicznego Uniwersytetu, później również profesorem; dwukrotnie pełnił funkcję dziekana Wydziału Filozoficznego, a w latach 1831-1833 rektora UJ. Przeszedł na emeryturę w 1843. Działał od 1815 w Towarzystwie Naukowym Krakowskim, był m.in. jego prezesem w latach 1831-1833 (jako rektor UJ), a także w innych towarzystwach naukowych i ogrodniczych, również zagranicznych (Anglia, Belgia, Holandia, Czechy); od 1826 pełnił mandat senatora Rzeczypospolitej Krakowskiej.
Położył wielkie zasługi dla rozwoju Ogrodu Botanicznego UJ. Doprowadził do poszerzenia terenu ogrodu, budowy nowego pawilonu i szklarni; wzbogacił zbiory zielnikowe. Z gabinetu historii naturalnej wydzielił zbiory zoologiczne, zgromadził bogatą kolekcję chrząszczy (ponad 31 tysięcy okazów – był odkrywcą gatunku Carabus estreicheri).

## Życie prywatne
Z małżeństwa z Antoniną z Rozbierskich (ur. 1798, córką prawnika i profesora Uniwersytetu Lwowskiego Antoniego Rozbierskiego) miał m.in. syna Karola, wieloletniego dyrektora Biblioteki Jagiellońskiej, uważanego za twórcę bibliografii polskiej. Córka Alojzego Maria wyszła za mąż za Juliana Dunajewskiego.
Pochowany został na cmentarzu Rakowickim w Krakowie, w grobowcu rodzinnym, w kwaterze Ba.

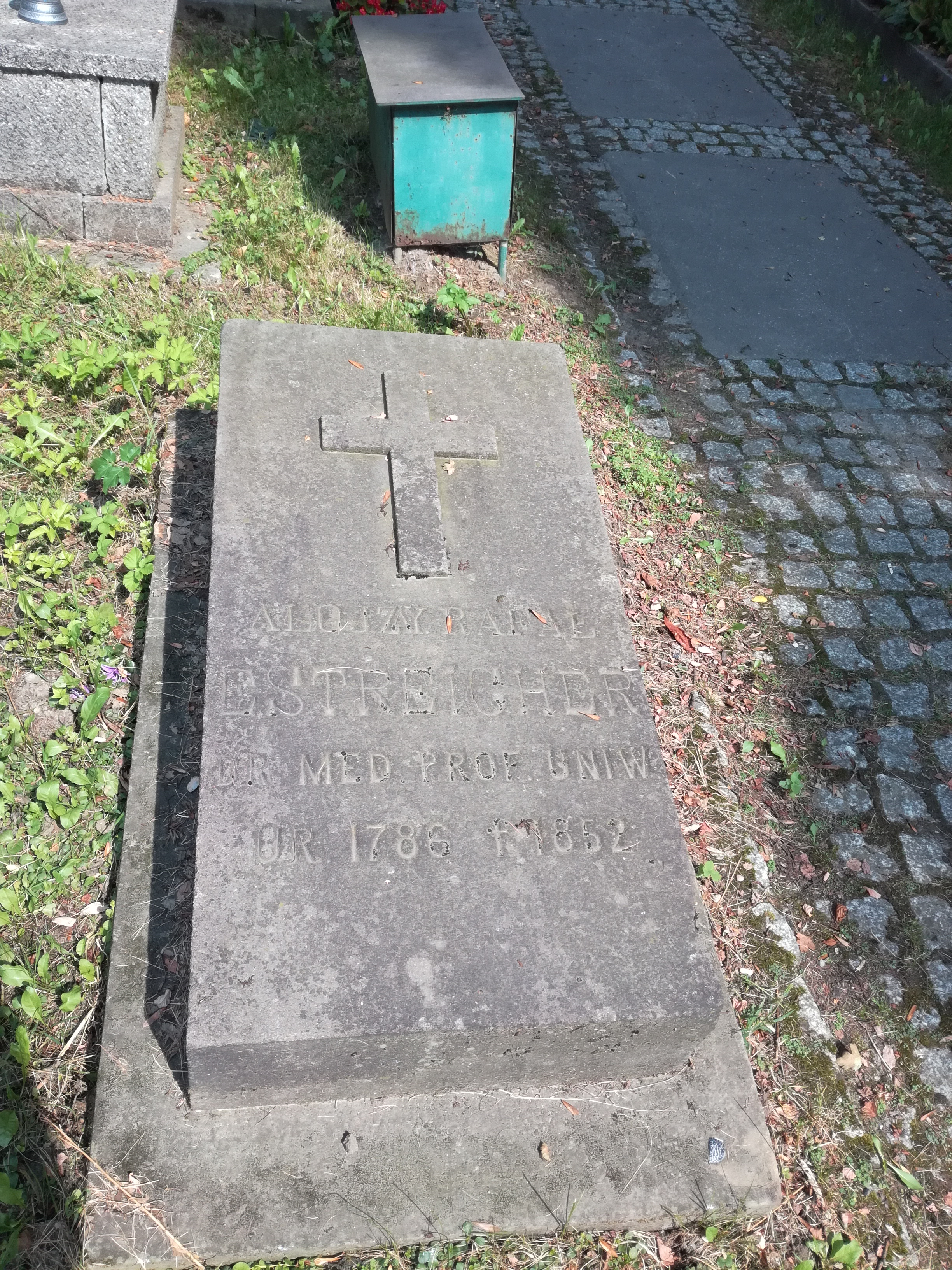
Grób prof. Alojzego Estreichera na cmentarzu Rakowickim